# 初乳
初乳（しょにゅう、英: colostrum）は、分娩後数日間に分泌される乳汁。ただし、初乳の期間は学術上明確になっておらず、分娩後最初の乳汁のみや、分娩後5日目まで、分娩後1週間以内、分娩後10日目までと様々な解釈があり明確な定義はない。初乳は生理的異常乳であり、その後に分泌される乳汁とは組成が異なり、固形分、タンパク質、脂肪、灰分が多く、乳糖は少ない。特に抗体（IgGやIgA、IgM）や、IGFやEGF、NGFなどの成長因子が多く含まれることが特徴となる。また、初乳はその後の乳汁と比較して熱による凝固を起こしやすい。日本では分娩後5日までの乳汁（種を問わず）は食品として流通させることを禁止されている。母体での乳汁合成は分娩前より開始されているが、エストロゲンやプロゲステロンの作用により分泌が抑制されている。ヒトの初乳は、その後に分泌される母乳に比べて少し黄みがかっていて、量もわずかしか出ないが、この中には分泌型免疫グロブリンA、ラクトフェリンなどの成分が多く含まれ、新生児の喉や消化器官に免疫力や殺菌力を与える。

## 初乳中の抗体
初乳の特徴となる抗体（IgGやIgA、IgM）は、種による配合割合が変わり、胎盤におけるの抗体移行能の違いにより、以下のように分けることができる。
1. 胎盤を介して抗体（IgG）が胎子に移行できない。
ウシやウマ、ヒツジ、ヤギ、ブタ、パンダなどでは、初乳を介してIgG（移行抗体）が新生子に移行するため、初乳にはIgGが高含有されている。ウシでは初乳中の免疫グロブリンの吸収能力は生後24時間以内で100%であり、ブタでは生後0 - 3時間では100%、3 - 9時間では50%である。
2. 胎盤を介して低濃度の抗体（IgG）が胎児に移行する。
マウスやラット、イヌ、ネコなどでは胎盤を介して低濃度のIgGが移行するが、多くは初乳を介して移行するため、初乳にはIgGが高含有されている。
3. 胎盤を介して高濃度の抗体（IgG）が胎児に移行する。
ヒトやウサギ、モルモットなどでは、胎盤を介して充分な抗体（IgG）が移行する。

## ウシ初乳の研究報告
初乳は、ウシの初乳に対する研究が進んでおり、ヒトへの効果として以下のような報告があがっている。
- 免疫力向上
- 風邪やインフルエンザ予防、ロタウイルスなどの感染症予防、
- 腸の修復作用
- 筋力や体力の増強作用
- 胎便の排出を促す。

日本では、初乳の成分であるラクトフェリンや乳清、オリゴ糖の成分的研究や、初乳の活用法研究する産官学連携のコンソーシアム、食品として利用可能な6日目以降のウシの初乳の研究が報告されている。

## サプリメント
諸外国（アメリカ、ニュージーランド、オーストラリア等）においては、ウシやヤギ、ウマなどの初乳をサプリメントとして商品化している。しかしながら、日本においては、初乳を使ったサプリメントは少なく、乳清や ラクトフェリンなど、初乳に多く含まれる成分や類似したものが商品化されている。
牛の初乳を使ったサプリメントとして、米国でトランスファーファクターが作られており、日本でも販売されている。
また、犬や猫などペット向けの初乳サプリメントとして、日本ではペテルナが販売されている